# جميل نخلة المدور
جميل نخلة المدور (1279 هـ - 1325 هـ / 1862 - 1907م) أديب ومؤرخ وصحفي لبناني عاش في مصر وتوفي بها، اشتهر بكتابيه (حضارة الإسلام في دار السلام) و (تاريخ بابل وأشور).

## سيرته
ولد جميل نخلة المدور في بيروت عام 1862، لأسرة عرفت حينذاك بالأدب. وقد أرخ الشيخ ناصيف اليازجي مولده، ببيتين من الشعر:

## المؤلّفات
- جميل أفندي نخلة مدور. التاريخ القديم. بيروت: يوحنا عكة. مؤرشف من الأصل في 2024-06-21.

- جميل أفندي نخلة مدور (1893). إبراهيم اليازجي (المحرر). تاريخ بابل وآشور. بيروت: مطبعة الفوائد لصاحب جريدة الاحوال. مؤرشف من الأصل في 2024-06-21.

- جميل أفندي نخلة مدور (1905). حضارة الإسلام في دار السلام (ط. الطبعة الثانية). القاهرة: مطبعة المؤيد. مؤرشف من الأصل في 2024-06-20.

## روابط خارجية
- جميل نخلة المدور على موقع أرشيف الشارخ